# Andrei Voiculescu
Andrei Voiculescu (n. 10 iulie 1945) este un jurnalist român.
A fost redactor la Televiziunea Română. Plecat legal din România în 1974, prin căsătorie, a început să lucreze la Radio Europa Liberă, secția în limba română, în luna iulie 1975, ca prezentator și redactor musical.
Este nepotul poetului Vasile Voiculescu.